# The Hall of the Olden Dreams
The Hall of the Olden Dreams es el segundo álbum de estudio de la banda española de power metal neoclásico, Dark Moor. Lanzado en el año 2000 a través de la discográfica Arise Records.
El álbum fue grabado en Loria, Italia, en los estudios New Sin, después de que la discográfica decidiera invertir más en la banda tras la buena recepción que tuvo su trabajo anterior. En esta ocasión con ayuda del productor Luigi Stefanini, quien se encargaría de dar un mejor sonido a la banda. El guitarrista y líder fundador de Dark Moor, Enrik García, comenta que el nombre del disco se debe a que con este álbum pretendía «entrar a la antesala de un viejo sueño, que las bandas españolas fueran reconocidas fuera del mundo latino, como iguales.».

## Lista de canciones
| N.º   | Título                        | Escritor(es)                                       | Duración |  |
| 1.    | «The Ceremony» (Instrumental) | Enrik García                                       | 1:31     |  |
| 2.    | «Somewhere in Dreams»         | Enrik García, Anan Kaddouri                        | 4:51     |  |
| 3.    | «Maid of Orleans»             | Enrik García, Elisa C. Martin                      | 5:04     |  |
| 4.    | «Bells of Notre Dame»         | Enrik García, Francisco José García                | 4:48     |  |
| 5.    | «Silver Lake»                 | Albert Maroto, Jorge Sáez, Roberto Peña de Camús   | 5:17     |  |
| 6.    | «Mortal Sin»                  | Enrik García, Elisa C. Martin                      | 5:38     |  |
| 7.    | «The Sound of the Blade»      | Enrik García, Elisa C. Martin                      | 4:00     |  |
| 8.    | «Beyond the Fire»             | Enrik García, Albert Maroto, Elisa C. Martin       | 6:12     |  |
| 9.    | «Quest for the Eternal Fame»  | Albert Maroto, Enrik García, Francisco José García | 6:49     |  |
| 10.   | «Hand in Hand»                | Enrik García, Elisa C. Martin                      | 4:38     |  |
| 48:48 |                               |                                                    |          |  |

| Bonus tracks |                                                           |          |  |
| N.º          | Título                                                    | Duración |  |
| 11.          | «The Fall of Melnibonè» (Bonus track en edición japonesa) | 10:31    |  |
| 12.          | «Wood's Song» (Bonus track en edición coreana)            | 3:09     |  |

## Miscelánea
Los temas del álbum hablan sobre personajes históricos y ficticios (algunos de obras literarias), reflejados en cada una de las canciones.
- “Maid of Orleans” habla sobre la historia de Juana de Arco.
- “Bells of Notre Dame” habla sobre Quasimodo, personaje de la novela Nuestra Señora de París de Victor Hugo.
- “Hand in Hand” habla sobre el trágico final de Romeo y Julieta de William Shakespeare.

## Créditos

### Alineación principal[3]
- Elisa C. Martin - Voz principal, Coros.
- Enrik García - Guitarra, Coros, Arreglos orquestales en pistas 1, 2, 3, 4, 6, 7, 8, 9 y 10.
- Albert Maroto - Guitarra, Coros, Arreglos orquestales en pistas 5, 8 y 9.
- Anan Kaddouri - Bajo
- Roberto Peña De Camús - Teclados, Arreglos orquestales en pista 4.
- Jorge Sáez - Batería

### Músicos invitados
- Valerio Viliani - Coros

### Producción
- Producido por Dark Moor y Luigi Stefanini. El álbum fue grabado, mezclado y masterizado en los estudios New Sin con Luigi Stefanini como ingeniero de audio.

### Diseño
- Andreas Marschall - Arte de portada
- Alfonso Grau “El Abuelo” - Fotografía
- Eva Oliver García - Asistente de fotografía
- Carlos - Diseño de portada y libreto
- Lorena C. - Logo